# オオナガクビガメ属
オオナガクビガメ属（オオナガクビガメぞく、Macrochelodina）は、カメ目ヘビクビガメ科に属する属。模式種はチリメンナガクビガメ。

## 分布
インドネシア（パプア州南東部）、オーストラリア（クイーンズランド州、西オーストラリア州北部、ニューサウスウェールズ州、ビクトリア州、南オーストラリア州東部、ノーザンテリトリー）、パプアニューギニア（西部州）

## 形態
最大種はコウヒロナガクビガメで最大甲長48cm。最小種は記載されている種ではパーカーナガクビガメで最大甲長27cm。背甲は扁平。甲板は細かい皺で覆われる個体が多い。椎骨板を欠く（アーンヘムナガクビガメを除く）。腹甲は小型で細長い。左右の喉甲板の間にある甲板（間喉甲板）は、通常は左右の喉甲板が接するため腹甲前部の外縁に接しないか僅かに接する。また間喉甲板の縦幅は、左右の胸甲板の継ぎ目の長さ（間胸甲板長）の1.5倍の長さに満たない。
頭部は大型で、頸部は太くて長い。後肢の爪のある趾は4本。

## 分類
以前はナガクビガメ属のB群とされていたが、形態や生態の違い、系統分類学の研究などにより独立した属とする説が有力である。分類は混沌としており未記載の種も存在する。
- Macrochelodina burrungandjii　アーンヘムナガクビガメ
- Macrochelodina expansa　コウヒロナガクビガメ
- Macrochelodina kuchlingi　クッチリングナガクビガメ
- Macrochelodina parkeri　パーカーナガクビガメ　Parker's snake-necked turtle
- Macrochelodina rugosa　チリメンナガクビガメ
- Macrochelodina walloyarrina　アゴヒゲナガクビガメ

### 化石種
- Macrochelodina alanrixi
- Macrochelodina insculpta

## 生態
河川や湖、池沼などに生息する。種によっては汽水域でも見かけられる。水棲傾向が強く、産卵以外では陸に上がらない。
食性は動物食で魚類、両生類、昆虫類、甲殻類、貝類などを食べる。
繁殖形態は卵生。少なくともチリメンナガクビガメのオーストラリアの個体群は浅い水中で卵を産むことが確認されている。

## 人間との関係
ペットとして飼育されることもあり、日本にも輸入されている。主にチリメンナガクビガメのインドネシアの個体群（ジーベンロックナガクビガメとされていたが、チリメンナガクビガメのシノニムとする説が有力）が流通する。オーストラリアやパプアニューギニアでは野生動物の輸出を禁止しているが、オーストラリアに分布する種に関しては過去に輸出され飼育下で繁殖した個体のみ（コウヒロナガクビガメ、チリメンナガクビガメのオーストラリアの個体群）がまれに流通する。アクアリウムで飼育される。総じて大型種の上に頸部も長いため、大型のケージを用意する。遊泳性が強いため、水量を多くし活動できる空間を増やす。